# Люциферианство

Печать Люцифера, используемая как символ люциферианства

Люциферианство — религиозное верование, почитающее Люцифера и различных мифологическо-религиозных персонажей, связанных с планетой Венера. В люциферианстве сам Люцифер воспринимается не как Дьявол, а как разрушитель, хранитель, освободитель, носителя света или даже как истинный Бог.

## Этимология
Само слово Люцифер взято из латинской Вульгаты, которая переводит слово הֵילֵל как lucifer. Слово הֵילֵל, встречающееся в Библии только один раз, переводилось как hêlêl или heylel. Септуагинта переводит слово הֵילֵל на греческий язык как ἑωσφόρος (heōsphoros) — буквально «несущий рассвет».
В христианском и иудейском толковании 14 главы Книги пророка Исаии Навуходоносор II, завоевавший Иерусалим в 587 г. до н. э., осуждался в пророчестве Исайи и назывался «Утренней звездой» (т. е. планетой Венера). Еврейский текст в этой главе гласит: הֵילֵל בֶּן-שָׁחַר (Хелель бен Шахар, «сияющий, сын зари»). Позднее христианская традиция пришла к использованию латинского слова Lucifer («утренняя звезда») как имени собственного («Люцифер») для Дьявола — каким он был до своего свержения с небес, в результате чего Люцифер стал олицетворением Сатаны или  Дьявола в христианстве и западной литературе, как в романах «Ад» Данте Алигьери, «Люцифер» Йоста ван ден Вондела и «Потерянный рай» Джона Мильтона 1667 года. Однако латинское слово «Lucifer» никогда ранее не использовалось в значении «Демон». Оно применялось к другим персонажам Библии, включая Иисуса Христа. Образ Люцифера как утренней звезды, упавшей с неба, считается среди библеистов параллелью в ханаанской мифологии.

## История возникновения

### Средневековье
Термин «люциферианин» в значении «поклоняющийся Люциферу» впервые был использован в Gesta Treverorum в 1231 году для религиозного кружка, возглавляемого женщиной по имени Лукардис. Говорили, что втайне она оплакивала свержение Люцифера с небес и жаждала его восстановления на небесном престоле. Позднее секта была разоблачена папской инквизицией. В 1234 году папа Григорий IX издал буллу Vox in Rama, призывающую к крестовому походу против Штедингеров, обвиняемых в люциферианстве. Булла содержит подробное описание предполагаемых обрядов и верований. Это описание повторялось и иногда расширялось в последующие столетия, но «современная историография соглашается с их полностью вымышленной природой». Фактическую личность еретиков, обвиняемых в люциферианстве, было очень трудно установить. В XIII веке жители Рейнской области, по всей видимости, были катарами или отдельным ответвлением катаров.
В XIV веке термин «люцифериане» применялся к вальденсам. Их считали последователями люцеферианства, и поэтому преследовали в Свиднице в 1315 году и в Ангермюнде в 1336 году. В 1392–1394 годах, когда около четырехсот люцифериан из Бранденбурга и Померании предстали перед инквизитором Петером Цвикером, он оправдал их в поклонении Дьяволу и определил их как вальденсов. В то же время инквизитор Антонио ди Сеттимо в Пьемонте считал местных вальденсов люциферианами.

### XIX-XX века
В конце 19-20 веков в Соединённых Штатах Моисей Харман начал издавать индивидуалистический анархистский журнал Lucifer the Lightbearer. Сам Харман заявлял, что «название было выбрано потому, что оно выражало миссию газеты». Имя Люцифер, данное утренней звезде людьми древнего мира, служило символом издания и представляло собой начало нового дня. Он заявлял, что свободомыслящие люди стремились искупить и прославить имя Люцифера, в то время как теологи проклинали его как принца падших ангелов. Харман предположил, что Люцифер возьмет на себя роль просветителя. «Бог Библии обрек человечество на вечное невежество», — писал Харман, «и люди никогда бы не узнали, где Добро, а где Зло, если бы Люцифер не рассказал им, как стать такими же мудрыми, как сами боги».
Lucifer был изданием, опубликованным и редактируемым влиятельным оккультистом Еленой Блаватской. Труды Рудольфа Штайнера, лёгшие в основу антропософии, характеризовали Люцифера как духовную противоположность Ариману с Христом между двумя силами, посредником сбалансированного пути для человечества. Люцифер представлял собой интеллектуальную, воображаемую и потустороннюю силу, которая может быть связана с видениями, субъективностью, психозом и фантазией. Штайнер связывал Люцифера с религиозными и философскими культурами Египта, Рима и Греции. Штайнер считал, что Люцифер, как сверхчувственное существо, воплотился в Китае примерно за 3000 лет до рождения Христа.
В своём труде, который известен как мистификация Таксиля, Лео Таксиль утверждал, что масонство связано с поклонением Люциферу, а также что ведущий масон Альберт Пайк обратился к «23 Верховным Конфедеративным Советам мира», наставляя их, что Люцифер был Богом и находился в оппозиции к злому богу Адонаю. Сторонники масонства утверждают, что когда Пайк и другие масонские ученые говорили о «пути Люцифера» или его «энергии», они имели в виду Утреннюю Звезду, носителя света, полную противоположность темному, сатанинскому злу. Таксиль продвигал книгу Дианы Воган (на самом деле написанную им самим, как он позже публично признался), которая якобы раскрывала существование крайне секретного правящего органа под названием «Палладиум», который контролировал организацию и имел сатанинские цели. Как описано в «Раскрытом масонстве» в 1897 году:
С пугающим цинизмом жалкий человек, которого мы не будем здесь называть [Таксиль], заявил перед собранием, специально созванным для него, что в течение двенадцати лет он готовил и доводил до конца самую святотатственную из мистификаций. Мы всегда были осторожны, публикуя специальные статьи, касающиеся палладизма и Дианы Воган. Теперь мы приводим в этом выпуске полный список этих статей, которые теперь можно считать несуществующими.
Английский астролог и ведьма Мадлен Монтальбан была соучредителем эзотерической организации, известной как Орден утренней звезды, через которую она пропагандировала свою собственную форму люциферианства. В 1952 году она встретила Николаса Херона, с которым у нее завязались отношения. Херон разделял её интерес к оккультизму, и вместе они разработали магическую систему поклонения Люциферу, которого они считали доброжелательным ангельским божеством. В 1956 году они основали Орден утренней звезды, продвигая его через заочное обучение. Херон и Монтальбан рассылали уроки тем, кто платил необходимые взносы в течение нескольких недель, в конечном итоге подводив людей к двенадцатому уроку, который содержал Книгу Люцифера, короткое произведение Монтальбан, в котором документировалось её понимание Люцифера и его связи с человечеством. Пара изначально жила вместе в Лондоне в Торрингтон-Плейс, но в 1961 году переехала в прибрежный город Саутси в графстве Гэмпшир, где было больше места для гравировального оборудования Херона.

### Современность
В «Сатанинской библии» Антона Лавея Люцифер характеризуется как один из четырёх наследных принцев ада и описывается как «приносящий свет, интеллектуализм и просвещение».
Майкл Форд писал о Люцифере как о «маске» противника, мотивирующей и просветляющей силе разума и подсознания».

## Известные организации

### Братство Сатурна
«Братство Сатурна» — магический орден, основанный в Германии в 1926 году Ойгеном Гроше и четырьмя другими его последователями. Это одна из старейших непрерывно действующих магических групп в Германии. Группа, как утверждает Грегориус, «занимается изучением эзотерики, мистики и магии в космическом смысле». «Братство» делает основной акцент на астрологических и люциферианских учениях, и поэтому из-за своего уникального подхода к современному оккультизму, «Братство Сатурна» считается самым влиятельным магическим орденом в Германии. По словам Стивена Флауэрса, «Братство Сатурна» «является (или была) самой откровенно люциферианской организацией в современном западном оккультном возрождении».

### Ассамблея Носителей Света
«Ассамблея Носителей Света», ранее известная как Великая Церковь Люцифера, является люциферианской организацией, основанной Майклом Фордом в 2013 году.
В 2014 году под руководством основателя церкви Джейкоба МакКелви, сопрезидентов Майкла Форда и Джереми Кроу (основателя Люциферианского исследовательского сообщества) люциферианцы открыли «Ассамблею Носителей Света» в Хьюстоне. В 2017 году МакКелви обратился в христианство, а Майкл У. Форд и его жена охарактеризовали свою религию как «люциферианское колдовство».
В 2015 году «Ассамблея» открыла кирпичную «Церковь Люцифера» в Олд Таун Спринг (штат Техас), в которой состояли несколько десятков человек. Более сотни местных жителей, в основном католиков, протестовали против открытия церкви. Позже были разбиты окна и повреждена крыша здания Церкви после того, как кто-то посреди ночи отпилил ветку 200-летнего пеканового дерева, нависавшего над Церковью. После этого Форд публично заявил, что Великая Церковь Люцифера была вынуждена закрыться уже через год своего существования, потому что арендодатель отказался продлевать аренду после получения угроз убийством.